# كريستوف ك. نيومان
كريستوف ك. نيومان (بالألمانية: Christoph K. Neumann)‏ هو مترجم ألماني، ولد في 2 أبريل 1962 في براونشفايغ في ألمانيا.